# Bill Kenville
William „Bill” McGill Kenville (ur. 1 grudnia 1930 w Nowym Jorku, zm. 19 czerwca 2018 w Binghamton) – amerykański koszykarz, występujący na pozycjach rozgrywającego lub rzucającego obrońcy, mistrz NBA z 1955.

## Osiągnięcia
College
- Mistrz sezonu regularnego konferencji Western New York Little Three (1951)
- Zaliczony do Galerii Sław Sportu – Greater Binghamton Sports Hall of Fame (2018)[2]

NBA
- Mistrz NBA (1955)[1]